# Bwana, der Teufel
Bwana, der Teufel ist ein 3D-Film aus dem Jahr 1952 des US-amerikanischen Regisseurs Arch Oboler, mit dem die Blütezeit der 3D-Filme der 1950er-Jahre in den Vereinigten Staaten begann.
Der Film greift wahre Begebenheiten auf, die 1898 in Kenia vorkamen und auch in neuerer Zeit in dem Film „Der Geist und die Dunkelheit“ (The Ghost and the Darkness, 1996) beschrieben werden.
Der Film trug kurzzeitig auch die Titel Spear In The Sand und The Lions of Gulu.
Die deutsche Ausgabe war mit 85 Minuten sechs Minuten länger als die englische Fassung.

## Handlung
Am Ende des 19. Jahrhunderts wird im Britischen Ost-Afrika unter schwierigsten Bedingungen die erste Eisenbahnlinie Afrikas gebaut.
Verantwortliche Leiter dafür sind Jack Hayward (Robert Stack) und Dr. Angus Ross (Nigel Bruce), die nicht nur gegen die Hitze und Krankheiten ankämpfen müssen, sondern es auch noch mit einem Paar menschenfressender Löwen zu tun bekommen. Als eigene Maßnahmen nicht erfolgreich sind, werden aus Großbritannien drei Großwildjäger entsandt, die sich der Löwen annehmen sollen.
Die Jäger reisen mit Haywards Ehefrau Alice (Barbara Britton) an, die ihren Mann nach langer Trennung wiedersehen will. Die Großwildjäger machen sich auf die Spur der Löwen, werden aber einer nach dem anderen von diesen getötet. So muss Jack Hayward doch noch (sich selbst?) beweisen, dass er kein Schwächling ist und begibt sich persönlich auf die Jagd nach den Löwen, wobei auch seine Ehefrau in Gefahr gerät. Letztendlich gelingt es ihm, die Löwen zu erlegen und seine Frau zu retten.

## Technik
Mit diesem Film, der ersten Großproduktion in 3D, begann in den USA ein relativ kurzzeitiger Boom. Der Farbfilm wurde im Zweistreifen-„Natural Vision“ gedreht und musste deshalb in den Kinos auch mit zwei synchron gekoppelten Projektoren vorgeführt werden. Das System hatten die Kameramänner Lothrop Worth und Friend Baker nach dem Polarisationsprinzip von Edwin H. Land 1952 zur Praxisreife entwickelt. Sie verkauften es an den Drehbuchautor Milton Gunzburg und seinen Bruder Julian Gunzburg, einen Augenarzt, die es unter dem Namen „Natural Vision“ auf den Markt vermarkteten. Nachdem beide mit ihrer Entwicklung bei einigen Filmfirmen vorstellig, aber ständig abgelehnt wurden, war es der unabhängige Produzent Arch Oboler, der in dieser Entwicklung neues Potential sah, um die ans Fernsehen verlorenen Zuschauer wieder zurück ins Kino zu locken.
Die Zuschauer sahen sich den Film mit billig hergestellten Wegwerf-Pappbrillen mit Polarisationsfolien an und waren begeistert. Die Kritik der Filmrezensenten über den Film war jedoch niederschmetternd, hat sich aber im Laufe der Jahre relativiert. Heute wird der Film als Klassiker angesehen.

## Kritiken
„Menschenfressende Löwen behindern den Bau einer Eisenbahn in Afrika um die Jahrhundertwende. Primitiver Abenteuerfilm, für den - als die erste kommerzielle 3-D-Produktion - mit dem Slogan "Ein Löwe auf Ihrem Schoß" geworben wurde.“

## Sonstiges
- Der Schauspieler Nigel Bruce ist vielen besser bekannt als Dr. Watson in den Sherlock-Holmes-Filmen mit Basil Rathbone.

- Der Schauspieler Robert Stack ist Fernsehzuschauern bekannter als Eliot Ness in der schwarz/weiß-Fernsehserie Die Unbestechlichen.